# Unione Sportiva Toma Maglie 1950-1951
Questa voce raccoglie le informazioni riguardanti l'Unione Sportiva Antonio Toma Maglie nelle competizioni ufficiali della stagione 1950-1951.

## Organigramma societario
Area direttiva
- Presidente: Sante Cezza
- Direttore Sportivo: Achille Tamborino Frisari

Area tecnica
- Allenatore: Ugo Starace

## Rosa
| N. |                   | Ruolo | Calciatore         |
| -- | ----------------- | ----- | ------------------ |
|    | Italia (bandiera) | P     | Pasquale Atripaldi |
|    | Italia (bandiera) | P     | De Pascalis        |
|    | Italia (bandiera) | D     | William Cavallini  |
|    | Italia (bandiera) | D     | Carmine Iacovazzo  |
|    | Italia (bandiera) | D     | Rotelli            |
|    | Italia (bandiera) | D     | Danilo Vecchi      |
|    | Italia (bandiera) | C     | Giovanni Civili    |
|    | Italia (bandiera) | C     | Gaetano Conti      |
|    | Italia (bandiera) | C     | Giovanni Dini      |
|    | Italia (bandiera) | C     | Fontana            |

| N. |                   | Ruolo | Calciatore         |
| -- | ----------------- | ----- | ------------------ |
|    | Italia (bandiera) | C     | Giannuzzi          |
|    | Italia (bandiera) | C     | Giuseppe Giorgino  |
|    | Italia (bandiera) | C     | Carmelo Russo      |
|    | Italia (bandiera) | C     | Josè Carlos Surano |
|    | Italia (bandiera) | A     | Giuseppe Anguilla  |
|    | Italia (bandiera) | A     | Quarta             |
|    | Italia (bandiera) | A     | Rosso              |
|    | Italia (bandiera) | A     | Luigi Scarascia    |
|    | Italia (bandiera) | A     | Tarantelli         |

## Risultati

### Serie C

#### Girone di andata
| Arbitro: | Toni (Roma) |

|                 |           |              |
| Pastore 5’ (34) | Marcatori | Scarascia 5’ |

| Arbitro: | Ausiello (Napoli) |

|                            |           |  |
| Scarascia 35’ Anguilla 42’ | Marcatori |  |

| Arbitro: | Zandri (Ancona) |

|            |           |  |
| Surano 59’ | Marcatori |  |

| Arbitro: | Costa (Palermo) |

|                         |           |                      |
| Bianco 47’ Di Bella 74’ | Marcatori | Surano 5’ Surano 78’ |

| Arbitro: | Matteucci (Roma) |

|                         |           |  |
| Russo 24’ Scarascia 71’ | Marcatori |  |

| Arbitro: | De Angelis (Salerno) |

|                |           |              |
| Scarantino 10’ | Marcatori | Anguilla 49’ |

| Arbitro: | Altieri (Roma) |

|                                                     |           |  |
| Resmini 21’ (aut.) Scarascia 26’ Conti 31’ Dini 59’ | Marcatori |  |

| Brindisi 12 novembre 1950 8ª giornata | Brindisi       | 0 – 0 | Toma Maglie | Stadio Comunale\| Arbitro: \| Mosca (Napoli) \| |
| Arbitro:                              | Mosca (Napoli) |       |             |                                                 |

| Arbitro: | Irlando (Torre Annunziata) |

|                      |           |            |
| Conti 10’ Quarta 44’ | Marcatori | Ronchi 25’ |

| Arbitro: | Matteucci (Roma) |

|                                  |           |                             |
| Surano 12’ Quarta 18’ Surano 73’ | Marcatori | Margiotta 19’ Margiotta 59’ |

| Lecce 3 dicembre 1950 11ª giornata | Lecce             | 0 – 0 | Toma Maglie | Stadio Carlo Pranzo\| Arbitro: \| Caputi (Molfetta) \| |
| Arbitro:                           | Caputi (Molfetta) |       |             |                                                        |

| Arbitro: | Jonni (Macerata) |

|                         |           |                    |
| Rosso 4’ Tarantelli 48’ | Marcatori | Rotelli 47’ (aut.) |

| 17 dicembre 1950 13ª giornata |  | – (Riposa Maglie) |  |  |

| Arbitro: | Torri (Roma) |

|           |           |  |
| Fogar 86’ | Marcatori |  |

| Arbitro: | Gentile (Catanzaro) |

|  |           |         |
|  | Marcatori | Dini 5’ |

| Arbitro: | Biliotti (Ravenna) |

|  |           |                                 |
|  | Marcatori | Leonzio 71’ (rig.) De Brita 76’ |

| Arbitro: | Benedetti (Piombino) |

|  |           |                      |
|  | Marcatori | Parvis 4’ Parvis 47’ |

| Arbitro: | Mosca (Napoli) |

|          |           |  |
| Fucà 34’ | Marcatori |  |

| Arbitro: | Lo Bello (Siracusa) |

|                        |           |             |
| Dini 33’ Scarascia 43’ | Marcatori | Zanardi 89’ |

#### Girone di ritorno
| Arbitro: | Rigato (Mestre) |

|          |           |  |
| Dini 16’ | Marcatori |  |

| Arbitro: | Cartei (Firenze) |

|                                                                         |           |  |
| Pallaoro 14’ e 77’ Geraci 40’ 49’ 67’ Codeluppi 42’ Alò 68’ Ziletti 74’ | Marcatori |  |

| Arbitro: | Selva (Torino) |

|                                |           |            |
| Scheideler 57’ Stanganelli 88’ | Marcatori | Surano 32’ |

| Arbitro: | Ausiello (Resina) |

|          |           |           |
| Dini 88’ | Marcatori | Badii 19’ |

| Arbitro: | Arpai (Roma) |

|                         |           |  |
| Polacchi 74’ Fekete 90’ | Marcatori |  |

| Arbitro: | De Angelis (Salerno) |

|                                |           |  |
| Giorgino 9’ Conti 52’ Dini 88’ | Marcatori |  |

| Arbitro: | Moratelli (Bologna) |

|                    |           |           |
| Frassinelli II 15’ | Marcatori | Conti 64’ |

| Arbitro: | Mazzoni (Parma) |

|                         |           |                       |
| Conti 10’ Scarascia 34’ | Marcatori | Ragona 30’ Ragona 36’ |

| Arbitro: | De Angelis (Salerno) |

|                                      |           |          |
| Garolfi 36’ Robotti 85’ Guarneri 89’ | Marcatori | Dini 17’ |

| Taranto 8 aprile 1951 29ª giornata | Arsenaltaranto | 0 – 0 | Toma Maglie | Stadio Valentino Mazzola\| Arbitro: \| Toni (Roma) \| |
| Arbitro:                           | Toni (Roma)    |       |             |                                                       |

| Arbitro: | Gemini (Roma) |

|  |           |                   |
|  | Marcatori | Vecchi 17’ (aut.) |

| Arbitro: | Scalise (Roma) |

|                                           |           |                    |
| Trovatore 27’ Vullo 51’ Vecchi 51’ (aut.) | Marcatori | Dini 6’ Quarta 88’ |

| 29 aprile 1951 32ª giornata |  | – (Riposa Maglie) |  |  |

| Arbitro: | Irlando (Torre Annunziata) |

|                                                     |           |  |
| Tarantelli 2’ Conti 5’ Jacovazzo 47’ Tarantelli 89’ | Marcatori |  |

| Arbitro: | Lo Cascio (Palermo) |

|                                        |           |                  |
| Scarascia 27’ Conti 73’ Tarantelli 76’ | Marcatori | Rossi 20’ Gè 33’ |

| Arbitro: | Mazzoni (Parma) |

|                                                        |           |  |
| Silvestri 50’ Lanciaprima 69’ Silvestri 82’ Nicoli 87’ | Marcatori |  |

| Arbitro: | Guarneschi (Pavia) |

|                                    |           |  |
| Lopez 15’ 77’ Cereseto 39’ 53’ 68’ | Marcatori |  |

| Arbitro: | Zanadri (Ancona) |

|                                       |           |                      |
| Rosso 23’ Tarantelli 29’ Giorgino 35’ | Marcatori | Fucà 77’ Gennaro 85’ |

| Arbitro: | Ferrari (Firenze) |

|                                                |           |  |
| Bertolini 49’ Fenzi 59’ Agosto 66’ Renosto 83’ | Marcatori |  |

## Statistiche

### Statistiche di squadra
| Competizione | Punti | In casa | In casa | In casa | In casa | In casa | In casa | In trasferta | In trasferta | In trasferta | In trasferta | In trasferta | In trasferta | Totale | Totale | Totale | Totale | Totale | Totale |
| Competizione | Punti | G       | V       | N       | P       | Gf      | Gs      | G            | V            | N            | P            | Gf           | Gs           | G      | V      | N      | P      | Gf     | Gs     |
| ------------ | ----- | ------- | ------- | ------- | ------- | ------- | ------- | ------------ | ------------ | ------------ | ------------ | ------------ | ------------ | ------ | ------ | ------ | ------ | ------ | ------ |
| Serie C      | 36    | 18      | 13      | 2       | 3       | 36      | 17      | 18           | 1            | 6            | 11           | 10           | 39           | 36     | 14     | 8      | 14     | 46     | 56     |
| Totale       | 36    | 18      | 13      | 2       | 3       | 36      | 17      | 18           | 1            | 6            | 11           | 10           | 39           | 36     | 14     | 8      | 14     | 46     | 56     |

### Statistiche dei giocatori
| Giocatore   | Serie C  | Serie C |
| Giocatore   | Presenze | Reti    |
| ----------- | -------- | ------- |
| Anguilla    | 6        | 2       |
| Atripaldi   | 28       | -39     |
| Cavallini   | 11       | 0       |
| Civili      | 18       | 0       |
| Conti       | 34       | 8       |
| De Pascalis | 8        | -17     |
| Dini        | 32       | 8       |
| Fontana     | 10       | 0       |
| Giannuzzi   | 2        | 0       |
| Giorgino    | 36       | 2       |
| Jacovazzo   | 32       | 1       |
| Rosso       | 21       | 2       |
| Rotelli     | 27       | 0       |
| Russo       | 26       | 1       |
| Scarascia   | 34       | 7       |
| Surano      | 16       | 6       |
| Tarantelli  | 19       | 5       |
| Vecchi      | 22       | 0       |
| Quarta      | 16       | 3       |

### Statistiche sui derby
| Squadre               | Andata | Ritorno |
| --------------------- | ------ | ------- |
| Brindisi-Maglie       | 1-1    | 2-2     |
| Maglie-Foggia         | 0-2    | 0-4     |
| Lecce-Maglie          | 0-0    | 1-0     |
| Maglie-Arsenaltaranto | 3-2    | 0-0     |

| Vinte | Pareggiate | Perse | Gf | Gs |
| ----- | ---------- | ----- | -- | -- |
| 1     | 4          | 3     | 6  | 12 |